# 鷲巢敦哉

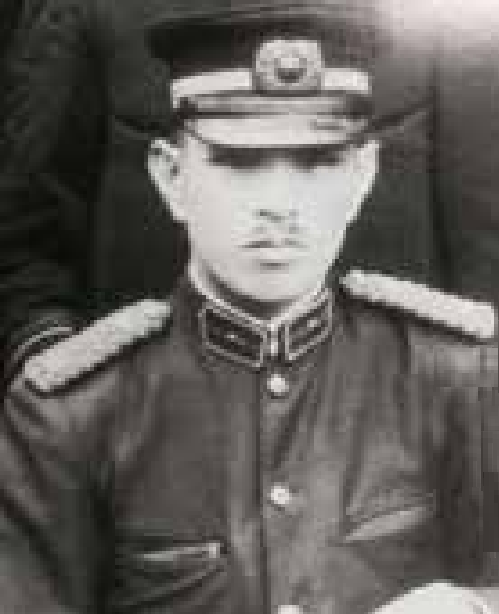
鷲巢敦哉肖像

鷲巢敦哉（日语：／ Washizu Atsuya */?，1896年3月28日—1942年3月29日），日本鹿兒島縣人，警察官僚，《臺灣總督府警察沿革誌》編纂者。

## 生平
鷲巢敦哉1896年3月28日出生於鹿兒島縣日置郡下伊集院村苗代，幼少時即隨父親鷲巢保雪前往臺灣:8。鷲巢保雪當時在臺北縣基隆辨務署擔任主記，1901年11月因官制改正，改任基隆廳屬:8。鷲巢敦哉原就讀於基隆尋常小學校（今基隆市仁愛區仁愛國民小學），但1907年3月鷲巢保雪被命令停職，鷲巢敦哉便返回日本，1911年畢業於伊集院尋常高等小學校（今日置市立伊集院小學校）高等科:8。
1917年1月，鷲巢考進:8臺灣總督府警察官及司獄官練習所，經訓練4個月後，被派赴南投廳擔任巡查，1919年3月升任南投廳警部補，1924年12月升臺中州警部:8，1927年9月至翌年7月間就讀於警察講習所（警察大學校前身）:6，1929年5月任臺灣總督府警察官及司獄官練習所教官，同時兼臺北州警部，擔任警察官同時，也常向《臺灣警察協會雜誌》、《臺灣警察時報》等投稿:8-9。1931年因病於自宅療養:4，12月初:4因總督府推行「行政整理」，被要求自動請辭:8。辭職後，總督府警務局給予其「囑託」之身分，並委託其編寫警察沿革，在此期間他編纂完成了《臺灣總督府警察沿革誌》；並將部分內容修改通俗化，出版《臺灣警察四十年史話》、 《臺灣保甲皇民化讀本》、《臺灣統治回顧談》三書。鷲巢亦撰有自傳性質的（警察生活實話），內容是由在《臺灣警察協會雜誌》等雜誌上所刊登之內容編輯修飾而成:9。
1937年4月1日為「警察紀念日」，鷲巢敦哉與作家中山侑合作於JFKA（臺北放送局）播送「警察之夕」節目，此後持續三年，人稱「臺灣警界第一文章家 」。1941年1月因病休養，後住進臺北帝國大學醫學部附屬醫院（今國立臺灣大學醫學院附設醫院），翌年3月29日病逝於東門町自宅:5:6。